# Mijaíl Orlov (ciclista)
Mijaíl Orlov –em russo, Михаил Орлов– é um desportista soviético que competiu no ciclismo na modalidade de pista. Ganhou uma medalha de prata no Campeonato Mundial de Ciclismo em Pista de 1989, na prova amador de perseguição por equipas.

## Medalheiro internacional
| Campeonato Mundial | Campeonato Mundial | Campeonato Mundial | Campeonato Mundial          |
| Ano                | Lugar              | Medalha            | Competição                  |
| ------------------ | ------------------ | ------------------ | --------------------------- |
| 1989               | Lyon ( França)     | Medalha de prata   | Perseguição por equipas (A) |